# لمنیسکوس
لمنیسکوس (به انگلیسی: Lemniscus) (از یونانی به معنای روبان یا نوار) نواری از الیاف حسی در ساقه مغزی است. لمنیسکوس داخلی و لمنیسکوس جانبی در هسته‌های بازپخش‌کننده (رله کننده) خاصی، در مغز میانجی پایان می یابند. لمنیسکوس سه‌قلو را برخی مواقع به عنوان بخش مغزی (سفالیک) لمنیسکوس میانی در نظر می‌گیرند.